# Матка (озеро, Суоярвский район)
Матка — озеро на территории Поросозерского сельского поселения Суоярвского района Республики Карелия.

## Общие сведения
Площадь озера — 3 км². Располагается на высоте 178,6 метров над уровнем моря.
Форма озера продолговатая, вытянуто с юго-востока на северо-запад. Берега озера каменисто-песчаные, частично заболоченные.
С юго-восточной стороны в озеро втекает два безымянных ручья, текущих из озёр Хаукилапми и Нарарвиярви.
Сток из озера осуществляется коротким ручьём, вытекающей с северо-западной стороны озера, впадающей в озеро Сарги и далее в озеро Лубоярви, воды которого, протекая через озера Вонгозеро и Мярат, попадают в реку Чеба.
Код водного объекта в государственном водном реестре — 01040100211102000017593.